# Павлов, Алексей Павлович
Алексе́й Па́влович Па́влов (8 апреля 1905, Москва — 1982) — советский дипломат. Чрезвычайный и полномочный посол, доктор юридических наук, профессор.

## Биография
Член ВКП(б). Окончил факультет советского права Ленинградского государственного университета (1926) и аспирантуру при Московском институте советского права (1929).
- В 1927—1929 годах — старший ассистент Московского межевого института.
- В 1928—1946 годах — преподавал правые дисциплины в Московском государственном университете, Институте Красной профессуры, Московском институте советского права, Институте советского строительства ВЦИК и Высших юридических курсах Народного Комиссариата Юстиции СССР.
- В 1934—1936 годах — старший консультант Наркомзема СССР.
- В 1936—1938 годах — старший научный сотрудник и руководитель группы земельного и колхозного права Всесоюзного института юридических наук.
- В 1939—1940 годах — заместитель заведующего Правовым отделом НКИД СССР.
- В 1940—1945 годах — заведующий Правовым отделом НКИД СССР.
- В 1945 году — политический советник Союзной Контрольной Комиссии в Румынии.
- В 1945—1946 годах — заведующий IV Европейским отделом НКИД СССР.
- В 1946 году — член Коллегии МИД СССР.
- С 12 июля 1946 по 25 апреля 1950 года — чрезвычайный и полномочный посол СССР в Бельгии и чрезвычайный и полномочный посланник СССР в Люксембурге по совместительству.
- В 1948—1949 годах — представитель СССР в Комиссии по правам человека ООН.
- С 25 апреля 1950 по 7 июля 1953 года — чрезвычайный и полномочный посол СССР во Франции.
- В 1953—1956 годах — заместитель заведующего Отделом стран Ближнего и Среднего Востока МИД СССР.
- В 1956—1961 годах — заведующий Отделом стран Среднего Востока МИД СССР.
- С 23 октября 1961 по 24 апреля 1965 года — постоянный представитель СССР при ЮНЕСКО.
- В 1965—1973 годах — на ответственной работе в центральном аппарате МИД СССР.

Участник Тегеранской (1943), Ялтинской и Потсдамской (1945) международных конференций.

Могила Павлова на Кунцевском кладбище Москвы.

## Награды
- Орден Отечественной войны II степени (5 ноября 1945).
- Орден Трудового Красного Знамени (3 ноября 1944).

## Сочинения
- «Земельное право и совхозно-колхозное строительство» (1931)
- «Опыт борьбы за укрепление животноводческих колхозов» (1934, в соавторстве с А. Либкиндом)
- «Борьба коммунистической партии за социалистическую индустрию страны и подготовку сплошной коллективизации сельского хозяйства (1926—1929 гг.)» (1954)
- «Коммунистическая партия в борьбе за завершение социалистической реконструкции народного хозяйства. Победа социализма в СССР (1933—1937 гг.)» (1959)